# Vitus (film)
Pour plus de détails, voir Fiche technique et Distribution.
Vitus  est un film suisse réalisé par Fredi Murer, sorti en 2006. Vitus est un jeune garçon qui, avec un QI de 180, a des capacités étonnantes au piano dès son plus jeune âge. Mais le jeune garçon n’a pas l’air d’apprécier ce don unique et a plutôt l’impression d’être quelqu’un d’anormal. Heureusement, il trouve du réconfort dans son grand-père, un menuisier a qui il confie beaucoup de choses.

## Synopsis
C’est l'histoire d'un enfant surdoué, pianiste virtuose, ne laissant jamais aucune de ses questions sans réponse, n'hésitant pas à avoir comme livre de chevet toutes sortes d'encyclopédies. C'est aussi celle d’un génie de la bourse.
Vitus a besoin de l’aide de son grand-père pour supporter sa différence par rapport aux enfants de son âge qui l’entrave. Un jour, cela lui devient insupportable à un tel point qu'il décide d'abandonner ce qu'il a de plus cher aux yeux de ses parents pour devenir normal.

## Fiche technique
- Titre : Vitus
- Réalisation : Fredi Murer
- Scénario : Peter Luisi, Fredi M. Murer, Lukas B. Suter
- Musique : Mario Beretta
- Acteurs : Teo Gheorghiu, Julika Jenkins, Bruno Ganz, Urs Jucker, Fabrizio Borsani, Eleni Haupt, Tamara Scarpellini, Heidy Forster.
- Photo : Sandro Bernardoni, Renato Berta
- Production : Vitusfilm GmbH
- Pays de production :  Suisse à Zurich
- Durée : 122 min
- Dates de sortie :  
  - Suisse en 2006
  - États-Unis : en 2007[1]
  - Belgique : 20 février 2008

## Distribution
- Fabrizio Borsani : Vitus von Holzen, à six ans
- Teo Gheorghiu : Vitus von Holzen, à douze ans
- Julika Jenkins : Helen von Holzen, sa mère
- Urs Jucker : Leo von Holzen, son père
- Bruno Ganz : le grand-père
- Eleni Haupt : Luisa
- Kristina Lykowa : Isabel, à douze ans
- Tamara Scarpellini : Isabel, à dix-neuf ans
- Daniel Rohr : Hoffmann junior
- Norbert Schwientek : Hoffmann senior
- Heidy Forster : Gina Fois

## Distinctions

### Récompenses
- 2006 Prix du public à Rome, Los Angeles, Chicago
- 2007 Prix du Cinéma suisse - Meilleur film de fiction
- 2007 Prix du public à Soleure
- 2007 Berlinale - Ours de bronze

### Nominations
- 2006 : Vancouver
- 2006 : Sao Paulo
- 2007 : Prix du cinéma européen

## Autour du film
- Le film Vitus traduit la réalité du mal-être des surdoués, en particulier durant l'enfance, et révèle l'envie de ceux-ci d'être "normal". En effet, un grand nombre de surdoués ont recours à l'inhibition intellectuelle dans le but d'être "comme tout le monde".